# Fławian Żyżenkow
Fławian Wasiljewicz Żyżenkow (ros. Флавиан Васильевич Жиженков, ur. 3 marca 1903 w Petersburgu, zm. 26 lutego 1965 w Leningradzie) – radziecki działacz partyjny, I sekretarz Komitetu Obwodowego Komunistycznej Partii (bolszewików) Białorusi w Homlu (1938-1946).
Od 1924 w RKP(b)/WKP(b), ukończył Instytut Czerwonej Profesury, w 1938 I sekretarz Biura Organizacyjnego KC KP(b)B na obwód homelski. Od 1938 do lipca 1946 I sekretarz Homelskiego Komitetu Obwodowego KP(b)B, 1942-1943 sekretarz Komitetu Miejskiego Komunistycznej Partii (bolszewików) Turkmenistanu w Aszchabadzie, 1946-1947 pracował w Leningradzie, zastępca szefa Centralnego Państwowego Archiwum Historycznego w Leningradzie, później szef Centralnego Państwowego Archiwum Floty Wojskowo-Morskiej w Leningradzie, od 1961 na emeryturze.

## Odznaczenia
- Order Lenina (1 stycznia 1944)
- Order Czerwonego Sztandaru Pracy
- Order Wojny Ojczyźnianej I klasy